# División Mecanizada «Brunete» n.º 1
La División Mecanizada «Brunete» n.º 1 fue una unidad militar del ejército de España, creada en 1943 con el nombre de División Acorazada n.º 1 y más tarde como División Acorazada «Brunete», denominación que se modificó con ocasión de la reorganización del ejército español en 1996.
Se la consideró la división mejor armada y más potente de España, compuesta por una brigada acorazada, dos brigadas mecanizadas, un regimiento de caballería, uno de artillería de campaña, uno de artillería antiaérea, uno de ingenieros, así como una agrupación logística y una agrupación de Estado Mayor, encontrándose sus unidades repartidas por Castilla y León, Madrid, Castilla-La Mancha, Extremadura, La Rioja y Andalucía. Con la reforma militar de 2006 fue reorganizada y su estructura básica dejó de ser la de una división (aunque sus brigadas continuaron existiendo), con lo que la unidad dejó de existir.

## Historial

### Régimen franquista
Oficialmente creada el 20 de agosto de 1943 mediante la Instrucción General Reservada n.º 2 del Estado Mayor Central del Ejército, se formó sobre la base de la antigua 13.ª División. Debía su nombre a la batalla de Brunete durante la Guerra Civil, que ha sido el mayor enfrentamiento entre carros de combate en la historia militar de España. Los orígenes de la División Acorazada hay que encontrarlos en la reestructuración militar tras la guerra civil, en la que se establecieron 5 regimientos de carros de combate que aprovechaban los vehículos capturados. En sus inicios estuvo formada por un regimiento de infantería, dos de infantería motorizada y uno de carros de combate, de los que los más modernos fueron 20 Panzer IV H, comprados a la Alemania Nazi en plena Segunda Guerra Mundial, y los antiguos T-26 soviéticos capturados en la guerra civil al Ejército Popular Republicano. Su primer general de división al mando fue Ricardo Rada Peral y la división se estableció en el Campamento de El Goloso, en la Sierra de Guadarrama.
Con la normalización de las relaciones diplomáticas y militares con Estados Unidos a mediados de la década de 1950, se incorporaron a la división carros de combate M-24 y M-47, unidades de artillería autopropulsada y una compañía de armas pesadas.
La División Acorazada como tal no participó en acciones de guerra, pero algunas de sus unidades sí que tomaron parte en campañas como la de Sidi-Ifni (1957-1958), con la participación de una compañía expedicionaria del Regimiento de Infantería Mecanizada "Wad-Ras" n.º 55, y en el Sáhara Español (1974-1975). En la década de 1960 adopta el nombre de División Acorazada Brunete N.º 1, estructurándose en un cuartel general (situado en El Pardo), una brigada motorizada con vehículos oruga, un regimiento de artillería de campaña, un regimiento de zapadores, una agrupación logística, un grupo de artillería antiaérea y una brigada acorazada, adquiriéndose también los carros de combate estadounidenses M-48. En 1977, en plena transición democrática, la división sería modernizada con carros AMX-30E fabricados en España con licencia francesa.

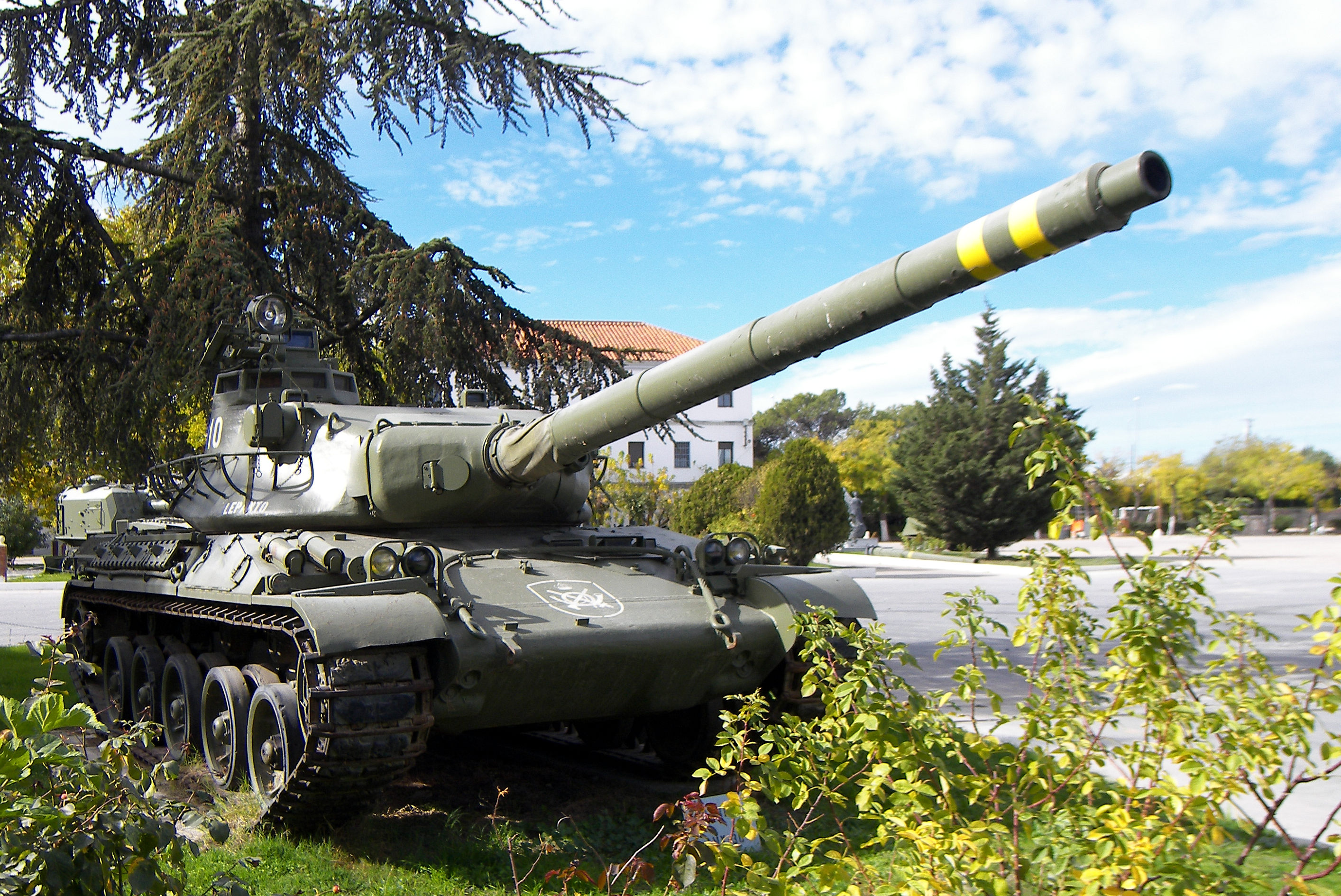
Tanque AMX-30E expuesto en el Museo de Medios Acorazados de la Base de El Goloso (Madrid).

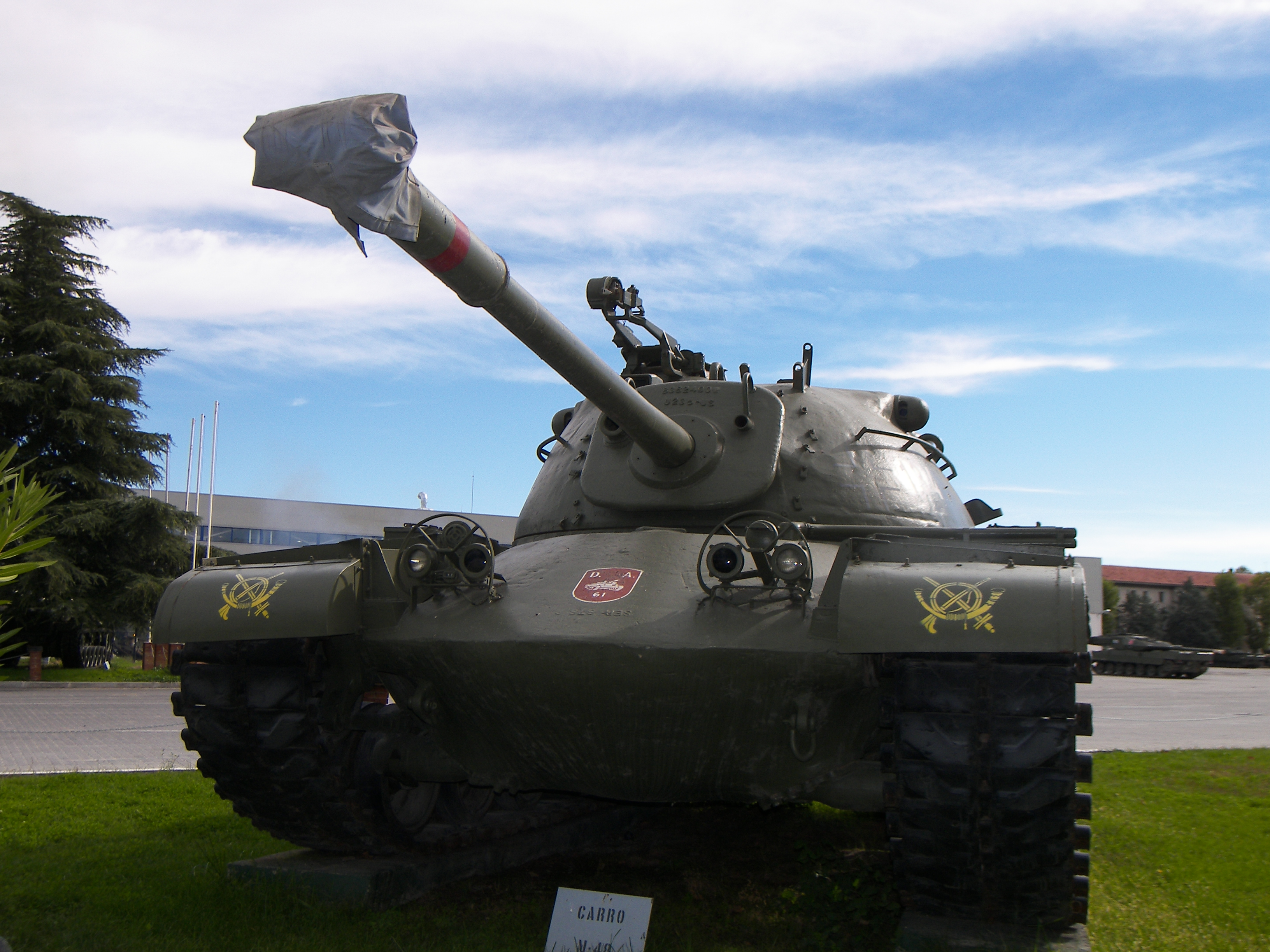
Un M-48 (con el escudo de la División en el frontal) también expuesto en El Goloso.

### El "23-F"
En el contexto del intento de golpe de Estado del 23 de febrero de 1981 (el llamado "23-F"), la entonces División Acorazada Brunete ocupaba un importante papel en los planes de los conspiradores. En aquel momento la División estaba compuesta por 13.000 efectivos junto a abundantes vehículos y material de guerra, y su Comandante en jefe era el General de División José Juste Fernández. Previo a éste, estuvo el general de División Luis Torres Rojas (en ese momento, gobernador militar de La Coruña, en la VIII Región Militar) y mucho antes había estado el entonces Capitán General de la III Región Militar, Jaime Milans del Bosch. Ambos eran militares muy implicados en la conspiración y con un amplio pasado conspirativo. Algunos importantes oficiales y mandos de la unidad, como José Ignacio San Martín (jefe del Estado Mayor divisionario) y Ricardo Pardo Zancada eran plenamente favorables al golpe de Estado y conspiraron activamente en este sentido. Durante una recepción oficial, el 18 de noviembre de 1980, el Coronel San Martín le había comentado al rey Juan Carlos I que en la división se encontraban "cabreados, muy cabreados" con la situación del país.
Para la tarde de aquel 23 de febrero, los mandos de la Brunete habían recibido órdenes de situar tropas en Madrid "al servicio de España y en nombre del Rey". Se les habían asignado las siguientes posiciones: la Carrera de San Jerónimo, el Parque del Retiro, el canal de Isabel II, el Campo del Moro (adyacente al Palacio de Oriente) y los principales medios de comunicación, especialmente Radio Televisión Española. Torres Rojas volvió precipitadamente de La Coruña para intentar tomar el mando de la División y lograrla implicar en el golpe, pero no lo consiguió. Y las tropas de la Brunete no llegaron a esos lugares gracias a las órdenes del Capitán general de Madrid, Quintana Lacaci, que contuvo a los mandos de las unidades que ya estaban saliendo. Más tarde el jefe de la División, el General de división José Juste, al darse cuenta de que el Rey no había ordenado ningún movimiento de tropas (en contra de lo que le habían anunciado los conspiradores), también ordenó detener cualquier acción. No obstante, la actitud titubeante del General Juste en los primeros momentos le valió la destitución unos meses más tarde.

### Periodo democrático
Los atentados del grupo terrorista ETA alcanzaron su clímax en los años 80, llegando a afectar a la división: la mañana del 4 de noviembre de 1982 el comandante en jefe de la unidad, el general Víctor Lago Román, fue asesinado y su conductor herido cuando circulaban por las calles de Madrid en el vehículo oficial del comandante.
Con la integración de España en la Alianza Atlántica se produjo una profunda reorganización de mandos y estructura, integrándose varias unidades de la división en el Cuerpo del Ejército Europeo y en la Fuerza de Acción Rápida de la OTAN, participando en las misiones españolas en Bosnia-Herzegovina, por lo que recibió la Medalla del Ejército de carácter colectivo. En febrero de 1996, en el marco de la profunda reorganización del Ejército de Tierra, la unidad pasó a llamarse División Mecanizada Brunete n.º 1 y dos años después trasladó su cuartel general desde Madrid a Burgos, al acuartelamiento Diego Porcelos. Con unidades acuarteladas en Burgos, Valladolid y La Rioja, además de tres brigadas acuarteladas en Madrid, Badajoz y Córdoba. Después ha estado presente en las misiones exteriores españolas en Afganistán (2003-2004) y Kosovo.
En el año 2006, al aprobarse una nueva reorganización del Ejército de Tierra mediante el Real Decreto 416/2006 de 11 de abril, se estableció que las Fuerzas Pesadas del Ejército de Tierra estarían integradas por su cuartel general, en Burgos, y tres brigadas mecanizadas acuarteladas en Córdoba, Badajoz y Madrid. En aquel año, a través de la Instrucción Comunicada 120/06, se dispuso junto a los cambios necesarios para adaptar la estructura de las Fuerzas del Ejército de Tierra al Real Decreto 416/2006 que la División Mecanizada “Brunete” n.º 1 pasase a ser el Mando de las Fuerzas Pesadas. El último comandante de la división fue José Manuel Mollá Ayuso, que tras la disolución de ésta pasó a ser comandante del Mando de las Fuerzas pesadas.

## Generales
- Ricardo de Rada y Peral (1943-1945)
- Maximino Bartomeu González-Longoria (1945-1950)
- Miguel Rodrigo Martínez (1950-1952)
- Alfredo Galera Paniagua (1952-1955)
- Alfredo Erquicia Aranda (1955-1959)
- Mariano Gómez-Zamalloa y Guirce (1959-1961)
- Ángel Ramírez de Cartagena y Marcaida (1961-1965)
- Alfonso Pérez-Viñeta y Lucio (1965-1968)
- Tomás García Rebull (1968-1970)
- Julio Coloma Gallegos (1970-1971)
- Ignacio Crespo del Castillo (1971-1972)
- Emilio Monje Rodríguez (1972-1973)
- Federico Gómez de Salazar y Nieto (1973-1974)
- Jaime Milans del Bosch y Ussía (1974-1977)
- Antonio Pascual Galmes (1978-1979)
- Luis Torres Rojas (1979-1980)
- José Juste Fernández (1980-1981)
- Francisco Carbonell-Cadenas de Llano (1981-1981)
- Víctor Lago Román(1981-1982)
- Prudencio Pedrosa Sobral (1982-1984)
- Juan Bautista Sánchez Bilbao (1984-1985)
- Juan Castellanos Gómez (1985-1986)
- Ramón Porgueres Hernández (1986-1987)
- José Rodrigo Rodrigo (1987-1988)
- Fernando Martínez Valín (1988-1991)
- Máximo de Miguel Page (1991-1993)
- Agustín Muñoz-Grandes Galilea (1993-1994)
- Juan García Martínez (1994-1996)
- José Ramón Lago Vázquez (1996-2000)
- José Mena Aguado (2000- 2001)
- Emilio Pérez Alamán (2001- 2004)
- Fulgencio Coll Bucher (2004- 2006)
- José Manuel Mollá Ayuso (2006- 2006)